# Le Père du soldat
Le Père du soldat (en géorgien : ჯარისკაცის მამა, en russe : Отец солдата) est un film soviétique réalisé par Revaz Tchkheidze en 1964.

## Synopsis
Géorgie 1942.
Gueorgui Makharachvili ayant appris par une lettre que Goderdzi, son fils, se trouvait à l'hôpital de Doubovo car il avait été blessé à l'épaule, son père décide de lui rendre visite. Il quitte donc sa chère vigne et sa femme sous les encouragements des villageois qui, sans nouvelles de leurs enfants depuis longtemps, espèrent ainsi avoir quelques renseignements.
Doubovo est loin et vaillamment le vigneron doit s'installer sur le plateau d'une camionnette, prendre le bac, marcher sur la route poussiéreuse, monter dans un train bondé et enfin s'asseoir sur une charrette où toute une famille se serre pour lui laisser un peu de place. Tout le trajet lui permet de découvrir les conséquences de la guerre sur la vie à l'arrière, même loin du front.
Arrivé à l'hôpital, il apprend que son fils guéri est reparti au combat mais le paysan obstiné n'a pas fait tout ce trajet pour si peu. Forçant le passage, il arrive à obtenir l'autorisation de voir la chambre où Goderdzi a été soigné. Il y retrouve des compagnons de chambrée, obtient quelques nouvelles rassurantes et surtout l'adresse de son cantonnement, Demidovo.
Mais son laissez-passer ne lui permet pas d'aller au-delà de Doubovo. Il rencontre un soldat, Arkadi Ierchov qui sort de "l'hosto" et qui rejoint son unité. Celui-ci lui permet de prendre clandestinement le train et ainsi ils arrivent à destination. À l'arrivée, un soldat, Nikolaï Nazarov le "cueille" car il n'a pas la fameuse autorisation et le conduit devant le colonel qui était de passage. Celui-ci ordonne qu'il passe la nuit sur place et que le lendemain matin il soit renvoyé à l'arrière.
Au lever du jour tout le monde bondit hors du lit car le village est bombardé. Les chars et les fantassins allemands débordent les troupes soviétiques et dans la retraite, Arkadi est blessé. Gueorgui vient à son secours mais un soldat allemand achève le blessé alors le vieux géorgien en danger de mort le tue.
Le vigneron se retrouve au cantonnement où on ne sait que faire de lui mais sous la pression d'hommes de troupe un lieutenant intercède en sa faveur et à la suite d'une explication avec le général, il arrache l'autorisation d'être intégré au corps. Il se retrouve à l'arrière des lignes affecté à des corvées pour aider le personnel féminin de sorte qu'à la première offensive ennemie, il abandonne son poste et se précipite en première ligne pour participer au combat.
L'hiver arrive; la contre-offensive soviétique continue... Lors d'une patrouille, il découvre, sous la neige, le panneau qui indique la frontière de l'URSS. Ses quatre camarades et lui le relèvent pour indiquer que maintenant la mère patrie est libérée. La progression se poursuit en Allemagne et en passant sur un pont, très fier, il déchiffre une inscription sur un pilier "Les tanks du lieutenant-chef Makharachvili sont passés ici les premiers". Mais son fils demeure introuvable; il n'a pas davantage de renseignements lorsqu'il rencontre un groupe de chars arrêtés près d'une vigne qu'il doit protéger car les tankistes ne se préoccupent guère des ceps.
Les combats se déroulent maintenant en ville. Son unité arrive devant une grande bâtisse en ruine où un groupe de Russes est immobilisé au 2e étage par les Allemands qui se sont emparés du reste du bâtiment. Gueorgui et ses camarades arrivent à conquérir le rez-de-chaussée et à consolider leur position; c'est alors que pendant un arrêt provisoire des combats, le vieux paysan entend au 2e étage quelqu'un qui chante une chanson du pays natal...

## Fiche technique
- Titre français : Le Père du soldat
- Réalisation : Revaz Tchkhéïdzé
- Assistants réalisateurs : K. Arechidzé, Elgouja Jgenti, M. Magiriya, T. Migadzé
- Scénario : Souliko Jghenti
- Rédaction du script : Alexandre Makharadzé, Merab Saralidzé
- Musique : Sulkhan Tsintsadze
- Chef d'orchestre : Lile Kiladzé
- Décors : Nika Kazbegui, Zourab Medzmariachvili
- Décorateurs de plateau : G. Margichvili, Mikhaïl Mednikov, G. Saladzé
- Costumes : N. Mandigaladzé
- Maquillage : T. Ivachchenko
- Photographie : Lev Soukhov, Artchil Filipachvili
- Assistants à la caméra : M. Avialani, G. Dhzparidzé, K. Gvasaliya, Levan Namgalachvili
- Effets spéciaux : Onik Magakian, R. Vachadzé, Alexandre Vodolazhsky
- Son : David Lomidzé
- Montage : Vassili Dolenko
- Conseiller militaire : I. Vladimirov
- Production : Chota Laperadzé
- Société de production : Kartuli Pilmi, Tbilissi
- Pays de production : République Socialiste Soviétique de Géorgie
- Format : Noir et blanc (son mono)
- Genre : Drame, Guerre
- Durée : 83 minutes

Dates de sortie :
- - 25 décembre 1964 en diffusion restreinte
  -  RSS de Géorgie : 11 janvier 1965
  -  France : 18 janvier 1967

## Distribution
- Nikolaï Barmine (ru) : colonel
- Keteva Botchorichvili : Tamari Makharachvili, épouse de Gueorgui
- Youri Drozdov : Boris
- Bondo Goginava
- Gizhuri Kobakhidzé : Goderdzi Makharachvili, fils de Gueorgui
- Vladimir Kolokoltsev (acteur) (ru) : Gricha
- Ivan Kossikh : Vassia
- Vitia Kossikh : accordéoniste
- Valentin Kulik
- I. Kvitaichvili
- Alexandre Lebediev : Nikolaï Nazarov
- Piotr Lioubechkine : général
- Elena Maximova : hôtesse
- Victor Mizine
- Radner Mouratov : lieutenant
- Alexandre Nazarov : Arkadi Ierchov
- I. Nizharadzé
- Victor Ouralski : invalide
- Vladimir Pitsek : agent d'accueil de l'hôpital
- Vladimir Privaltsev
- Irakli Quocrachvili
- Tatiana Sapojnikova
- A. Startsev
- Félix Stepun : chirurgien
- Roman Vildan
- Inna Vikhodtseva : mère de Vassia
- Sergo Zakariadzé : Gueorgui Makharachvili
- L. Zgvauri
- Viacheslav Zharikov

## Distinctions
- 1965 : Festival international du film de Moscou
  - prix du meilleur acteur pour Sergo Zakariadzé
  - Nomination pour le grand prix à Revaz Tchkheidze
- 1966 : Jupiter Capitolin au Festival de Rome

## Box-office
- 23,8 millions de spectateurs en 1965.